# الفرع (تثليث)
الفرع قرية تابعة لمحافظة تثليث في منطقة عسير في المملكة العربية السعودية.